# European Sevens Championship 2003
El European Sevens Championship de 2003 fue la segunda edición del campeonato de selecciones nacionales masculinas europeas de rugby 7.

## Fase de grupos

### Grupo A
| Equipo   | Encuentros | Encuentros | Encuentros | Encuentros | Tantos  | Tantos    | Tantos     | Puntos |
| Equipo   | jugados    | ganados    | empatados  | perdidos   | a favor | en contra | diferencia | Puntos |
| -------- | ---------- | ---------- | ---------- | ---------- | ------- | --------- | ---------- | ------ |
| Georgia  | 5          | 4          | 0          | 1          | 128     | 43        | +85        | 13     |
| Alemania | 5          | 4          | 0          | 1          | 137     | 69        | +68        | 13     |
| España   | 5          | 4          | 0          | 1          | 105     | 53        | +52        | 13     |
| Croacia  | 5          | 2          | 0          | 3          | 62      | 86        | –24        | 9      |
| Polonia  | 5          | 1          | 0          | 4          | 55      | 100       | –45        | 7      |
| Suiza    | 5          | 0          | 0          | 5          | 34      | 170       | –136       | 5      |

### Grupo B
| Equipo          | Encuentros | Encuentros | Encuentros | Encuentros | Tantos  | Tantos    | Tantos     | Puntos |
| Equipo          | jugados    | ganados    | empatados  | perdidos   | a favor | en contra | diferencia | Puntos |
| --------------- | ---------- | ---------- | ---------- | ---------- | ------- | --------- | ---------- | ------ |
| Portugal        | 5          | 5          | 0          | 0          | 180     | 26        | +154       | 15     |
| Francia         | 5          | 4          | 0          | 1          | 132     | 46        | +86        | 13     |
| Ucrania         | 5          | 3          | 0          | 2          | 98      | 62        | +36        | 11     |
| Países Bajos    | 5          | 2          | 0          | 3          | 67      | 114       | –47        | 9      |
| República Checa | 5          | 1          | 0          | 4          | 36      | 144       | –108       | 7      |
| Rumania         | 5          | 0          | 0          | 5          | 26      | 147       | –121       | 5      |

## Fase Final

#### Copa de oro
|  | Semifinales | Semifinales | Semifinales |          |         | Copa         | Copa         | Copa         |  |
|  |             |             |             |          |         |              |              |              |  |
|  |             |             |             |          |         |              |              |              |  |
|  | Francia     | Francia     | 32          |          |         |              |              |              |  |
|  | Francia     | Francia     | 32          |          |         |              |              |              |  |
|  | Georgia     | Georgia     | 10          |          |         |              |              |              |  |
|  | Georgia     | Georgia     | 10          |          | Francia | Francia      | 21           |              |  |
|  |             |             |             |          | Francia | Francia      | 21           |              |  |
|  |             |             | Portugal    | Portugal | 26      |              |              |              |  |
|  | Portugal    | Portugal    | Portugal    | Portugal | 26      | 31           |              |              |  |
|  | Portugal    | Portugal    |             |          |         | 31           |              |              |  |
|  | Alemania    | Alemania    | 7           |          |         | Tercer lugar | Tercer lugar | Tercer lugar |  |
|  | Alemania    | Alemania    | 7           |          |         | Tercer lugar | Tercer lugar | Tercer lugar |  |
|  |             |             |             |          |         |              |              |              |  |
|  |             |             |             |          |         | Georgia      | Georgia      | 28           |  |
|  |             |             |             |          |         | Georgia      | Georgia      | 28           |  |
|  |             |             |             |          |         | Alemania     | Alemania     | 24           |  |
|  |             |             |             |          |         | Alemania     | Alemania     | 24           |  |
|  |             |             |             |          |         |              |              |              |  |

| Bandera de Portugal |
| Campeón Portugal    |
| Segundo título      |